# Zagorje ob Savi
Zagorje ob Savi és una ciutat i municipi d'Eslovènia. Té 17.000 habitants.

### Nom
Zagorje ob Savi va ser atestat en fonts escrites com Zagorie el 1296, Zagoͤr el 1311, Sager el 1362, Sagor el 1391 i Seger el 1419, entre altres grafies. El nom de l'assentament es va canviar de Zagorje a Zagorje ob Savi el 1955. A principis del segle XX el nom alemany era Sagor.

#### Història
Les proves arqueològiques mostren que la zona ja estava poblada a l'Edat del bronze final i l'edat del ferro. L'any 1755 es van descobrir jaciments de carbó a la zona i es va iniciar el desenvolupament econòmic de la vila. L'extracció del carbó va ser una de les principals activitats de la zona fins a l'any 1995, quan es van tancar les últimes mines. El 2010, Zagorje ob Savi va ser molt afectat per les inundacions d'Eslovènia del 2010.